# Gastón Ávila
Pour les articles homonymes, voir Ávila (homonymie).
Gastón Ávila, né le 30 septembre 2001 à Rosario, est un footballeur argentin qui évolue au poste de défenseur central au Fortaleza EC, en prêt de l'Ajax Amsterdam.

## Biographie
Ávila signe le 2 janvier 2019 pour Boca Juniors. Il fait ses débuts professionnels avec Boca Juniors lors d'une victoire 2-1 en Primera División contre Talleres le 2 février 2020.

## Vie privée
Gastón est le frère cadet du footballeur Ezequiel Ávila.

## Palmarès
Boca Juniors
- Championnat d'Argentine (2) :
  - Champion : 2019-20 et 2022
- Coupe de la Ligue (2)
  - Vainqueur : 2020 et 2022

 Royal Antwerp FC
- Championnat de Belgique (1)
  - Champion : 2023

- Coupe de Belgique (1)
  - Vainqueur : 2023
- Supercoupe de Belgique (1)
  - Vainqueur : 2023